# Xysticus xysticiformis
Xysticus xysticiformis là một loài nhện trong họ Thomisidae.
Loài này thuộc chi Xysticus. Xysticus xysticiformis được Lodovico di Caporiacco miêu tả năm 1935.